# Идиот (фильм, 1910)
«Идиот» — российский немой художественный короткометражный фильм Петра Чардынина по мотивам одноимённого романа Ф. М. Достоевского. Снят в 1910 году. Является первой экранизацией знаменитого произведения.

## Сюжет
Фильм состоит из следующих сцен:
1. Общий план мчащегося поезда.
2. В купе поезда князь Мышкин знакомится с Рогожиным.
3. Дом генерала Епанчина. Появляется Настасья Филипповна, затем Рогожин. Ссора между Мышкиным и Ганей Иволгиным. Ганя бьёт князя по лицу.
4. Настасья Филипповна бросает деньги в огонь. Ганя падает в обморок, а Рогожин увозит Настасью Филипповну.
5. Мышкин навещает Рогожина и видит у него в доме картину Гольбейна «Мёртвый Христос».
6. Рогожин пытается убить князя Мышкина, но только ранит его.
7. Выздоровевший Мышкин прогуливается с Аглаей по берегу Невы.
8. Настасья Филипповна убегает из церкви во время венчания с Мышкиным.
9. Встретив Мышкина на улице, Рогожин зовёт его к себе в дом.
10. Рогожин показывает князю убитую им Настасью Филипповну. Они опускаются на пол и вместе оплакивают её.

## В ролях
- Любовь Варягина — Настасья Филипповна
- Татьяна Шорникова — Аглая Ивановна Епанчина
- Андрей Громов — князь Мышкин
- Павел Бирюков — Парфён Рогожин
- Арсений Бибиков — генерал Иван Фёдорович Епанчин
- Антонина Пожарская — Нина Александровна Иволгина

## Современники о фильме
В Крылатском в это лето были сняты следующие картины: «Коробейники» по народной повести Некрасова, «Вторая молодость» по театральной постановке, «Вадим» и «Маскарад» — инсценировки по Лермонтову, «Пиковая дама» — по Пушкину и «Идиот» по Достоевскому. Инсценировались эти произведения не целиком. Выбирались наиболее выигрышные сцены из них, причём не особенно заботились о смысловой связи между этими сценами, вероятно, в надежде на то, что зритель не может быть не знаком с такими популярными произведениями русской литературы. В Крылатском картины снимались полностью, без каких-либо досъёмок в московском ателье с его раскалёнными солнцем стеклами, благо в нашем распоряжении тут было всё, что надо: и лес, и река, и луг, и поля, а также строения всех видов и стилей, начиная от беднейшей крестьянской лачуги до барских дач включительно. Естественным недостатком съёмок в этих условиях была работа в постоянном окружении любопытных: стоило только где-либо появиться оператору и артистам, как со всех сторон начинал стекаться разный люд. Однако кинодисциплина не нарушалась. Скопление любопытных происходило позади съёмочного аппарата. Во время самой съёмки они тихонько делились своими впечатлениями; только в моменты наивысших эмоциональных переживаний аудитория не выдерживала и вслух выражала как свои восторги, так и своё негодование. Актёры также вслух выражали свои душевные переживания, и чем были эти переживания сильней, тем громче вырывались они из груди исполнителя.— Александр Ханжонков. «Первые годы русской кинематографии». — М., Л.: Искусство, 1937. - c. 37—38

## Отзывы
«Идиот»  Достоевского  на  экране — «драма»,  снятая  режиссёром   П.   Чардыниным   в   1910   году   у   Ханжонкова, — «пробежка»   по   узловым   сценам   романа,   на   сегодняшний взгляд  наивная  и  комичная...   И  всё  же  в  этом  опусе,  одном  из самых  ранних,  уже  есть  проблески,  попытки  «сравнять»  киноизображение  с  литературным  описанием,  добиться  точности.   
— Нея Зоркая. История советского кино. — СПб.: Алетейя, 2005. — С. 39—40